# Сфенебея
Сфене́бея (др.-греч. Σθενέβοια) или А́нтея (др.-греч. Ἄντεια) — персонаж древнегреческой мифологии, дочь царя Ликии Иобата, жена царя Тиринфа Прета. Пыталась соблазнить Беллерофонта, но не нашла взаимности и решила его погубить. Потерпев неудачу, покончила с собой или была сброшена с Пегаса в море.

## В мифологии
Дочь царя Ликии Иобата, ставшая женой царя Тиринфа Прета, сына Абанта, появляется в античных источниках под двумя разными именами. Гомер и Асклепиад Мендесский называют её Антея, античные трагики — Сфенебея. В альтернативных версиях мифа царица — дочь Амфианакса, либо Афида/Афиданта, сына Аркада, либо царя Фер Адмета и Алкестиды.
Сфенебея/Антея стала женой Прета, когда тот приехал в Ликию в качестве изгнанника. Позже Прет вернулся в Арголиду с войском тестя и отвоевал у брата, Акрисия, половину отцовского царства со столицей в Тиринфе. В этом городе и стали жить супруги. Когда Прет дал приют коринфскому царевичу Беллерофонту, Сфенебея/Антия воспылала к гостю страстью и попыталась его соблазнить, но встретила отказ. Тогда она заявила мужу, что Беллерофонт склонял её к супружеской измене. Прет поверил жене; он не мог сам покарать коринфского царевича, поскольку нарушил бы таким образом долг гостеприимства, а потому направил Беллерофонта к тестю в Ликию, снабдив письмом, в котором просил погубить посланника. Иобат потерпел в этом деле неудачу. Поражённый силой героя, царь выдал за него свою вторую дочь, Филоною, и сделал его своим наследником.
Узнав о событиях в Ликии, Сфенебея/Антея покончила с собой (автор схолиев к комедии Аристофана «Лягушки» уточняет, что она выпила цикуту). Согласно Еврипиду, Беллерофонт в полете сбросил царицу Тиринфа с Пегаса.
В браке с Претом Сфенебея родила, согласно Гесиоду, трёх дочерей: Лисиппу, Ифиною и Ифианассу. Автор схолиев к «Одиссее» называет её матерью Майры. Ифиноя погибла в припадке безумия, Ифианасса стала женой Мелампода, а Лисиппа — женой Бианта.
Античные авторы упоминают сына Прета по имени Мегапенф, однако неясно, кого считали матерью этого героя.

## В культуре
Сфенебея стала действующим лицом трагедий Софокла («Иобат») и Еврипида («Сфенебея» и «Беллерофонт» — впрочем, не исключено, что это два названия одной пьесы). В источниках упоминаются трагедия Астидаманта Афинского «Беллерофонт» и комедия Эвбула с тем же названием. Тексты всех этих произведений утрачены. В «Лягушках» Аристофана Эсхил в ходе спора с Еврипидом заявляет, что «не придумывал Сфенебей и Федр», а позже Еврипид цитирует пролог к своей «Сфенебее».
Исследователи отмечают, что история о Сфенебее и Беллерофонте имеет много общего с библейским сюжетом об Иосифе и жене Потифара.